# Louis Stuyt
Lodewijk Benedictus Johannes Stuijt, dit Louis Stuyt, né le 16 juin 1914 à Amsterdam et mort le 30 octobre 2000 à La Haye, est un médecin et homme politique néerlandais membre du Parti populaire catholique (KVP).

## Biographie

### Études et carrière
Inscrit à l'université municipale d'Amsterdam (GU), il y étudie la médecine et obtient son premier diplôme en 1942. Il devient alors assistant au service des pathologies anatomiques de l'hôpital Saint-Jean de Dieu à La Haye. Il est muté en 1945 à l'hôpital Binnengasthuis (BG) d'Amsterdam.
Il obtient son doctorat en médecine interne en 1947. Il devient ainsi chef du service de médecine interne de l'hôpital naval de Surabaya, dans les Indes orientales néerlandaises. Il fait son retour aux Pays-Bas en 1950 et exerce comme spécialiste de médecine interne au BG d'Amsterdam. En janvier 1951, il accepte le poste de chef du service de médecine interne de l'hôpital Saint-Jean de Dieu à La Haye.

### Ministre de la Santé
Le 6 juillet 1971, Louis Stuyt est nommé à 57 ans ministre de la Santé et de la Protection de l'environnement dans le premier cabinet de coalition du Premier ministre chrétien-démocrate Barend Biesheuvel. Il avait adhéré peu avant son entrée en fonction au Parti populaire catholique. C'est alors la première fois qu'un ministère se trouve spécifiquement chargé des problématiques environnementales.
Plus technocrate que politique, il élabore en juin 1972 avec le ministre de la Justice Dries van Agt une législation qui autorise l'interruption volontaire de grossesse (IVG) en cas de menace pour la santé physique ou psychologique de la mère. Ce texte ne sera jamais examiné par les États généraux.
Le mois d'après, alors que se profile une crise gouvernementale, il produit la « note d'urgence sur la protection de l'environnement » (en néerlandais : Urgentienota milieuhygiëne). Il y dresse les principaux problèmes environnementaux auxquels les Pays-Bas sont confrontés, constate l'impact qu'ils auront sur le développement économique, l'aménagement du territoire, et suggère des pistes de travail comme une loi sur les nuisances sonores, une loi sur la pollution des sols et les déchets et un plan pluriannuel de dépollution des eaux.
Il est confirmé dans ses fonctions le 9 août suivant, quand Biesheuvel constitue un gouvernement temporaire. Il ne postule pas aux élections législatives de novembre suivant et quitte l'exécutif le 11 mai.

### Après la politique
Il est porté en 1974 à la présidence de l'Organisation néerlandaise pour la recherche scientifique appliquée à la nature (TNO), qu'il occupe six ans. Entre 1980 et 1984, il est conseiller d'État en service extraordinaire.